# Campionati mondiali di pentathlon moderno 1981
I campionati mondiali di pentathlon moderno 1981 si sono svolti a Zielona Góra, in Polonia, dove si sono disputate le gare maschili individuali ed a squadre, ed a Londra, in Gran Bretagna, dove si sono disputate le gare femminili individuali ed a squadre.

## Risultati

### Maschili
| Evento      | Oro                                                       | Argento                                                | Bronzo                                               |
| Individuale | Janusz Pyciak-Peciak                                      | Daniele Masala                                         | Tamás Szombathelyi                                   |
| A squadre   | Polonia Janusz Pyciak-Peciak Jan Olesiński Zbigniew Szuba | Ungheria Attila Császári Lajos Dobi Tamás Szombathelyi | Italia Daniele Masala Roberto Petroni Carlo Massullo |

### Femminili
| Evento      | Oro                                                  | Argento                                          | Bronzo                                                 |
| Individuale | Anne Ahlgren                                         | Sabine Krapf                                     | Wendy Norman                                           |
| A squadre   | Gran Bretagna Wendy Norman Sarah Parker Kathy Tayler | Stati Uniti Allison Ried Joy Hansen Lean Skomski | Svezia Anne Ahlgren Agneta Lekander Isabelle Lamprecht |

## Medagliere
| Posizione | Paese          |   |   |   | Totale |
| --------- | -------------- | - | - | - | ------ |
| 1         | Polonia        | 2 | 0 | 0 | 2      |
| 2         | Gran Bretagna  | 1 | 0 | 1 | 2      |
| 2         | Svezia         | 1 | 0 | 1 | 2      |
| 4         | Italia         | 0 | 1 | 1 | 2      |
| 4         | Ungheria       | 0 | 1 | 1 | 2      |
| 6         | Germania Ovest | 0 | 1 | 0 | 1      |
| 6         | Stati Uniti    | 0 | 1 | 0 | 1      |
| Totale    | Totale         | 4 | 4 | 4 | 12     |